# Љиљана Шуњеварић
Љиљана Шуњеварић (Ужице, 1979) српска је уметница и универзитетски предавач. Шуњеварић је визуелна уметница из Београда која ради на Факултету ликовних уметности Универзитета уметности у Београду, у звању доцента. Од 2013. до 2024. године била је запослена на Факултету уметности Универзитета у Приштини са привременим седиштем у Косовској Митровици у звању ванредног професора. Од 2000. године  активно излаже на групним и самосталним изложбама у Србији и иностранству.

## Живот и каријера
Дипломирала је сликарство на Факултета ликовних уметности Универзитета уметности у Београду 2005. године у класи професорке Дарије Качић. Mагистарске студије завршила је 2009. године, а Докторске уметничке студије завршила је 2019. године на истом Факултету.
Учествовала је у раду Комисије за обезбеђење и унапређење квалитета Универзитета у Приштини као и радне групе за израду програма Акредитације за Ликовни одсек Факултета уметности у Приштини са привременим седиштем у Звечану- Косовска Митровица. 
Члан је УЛУКМ-а, УЛУС-а и УВУУ-а.

## Ликовно стваралаштво
Љиљана Шуњеварић своје сликарство заснива  на снажним и симболичким призорима међуодноса људи у кретању и различитим просторимаа попут мочвара, шума, долина река, плажа радничких домова.
Честа тема у њеном раду јесу миграције. Уметница промишља историјске сеобе народа у односу на савремене миграције као односе кретања људи и монументалних простора који неретко сугеришу на друштвене, политичке па и личне узроке и својства тих покрета. У иконографском смислу то су махом представе великих група људи у природи или у спољашњем простору, на отвореним територијама или у пејзажима.
https://www.flu.bg.ac.rs/факултет/наставници-и-сарадници/шуњеварић-љиљана/

## Самосталне изложбе
2024. Трепча, ГСЛУ Ниш, Павиљон у тврђави, Ниш
2021. Незавршена кућа, Галерија Рефлектор, Ужице
2021. Станице, Салон МСУ, Београд
2020. Варош нова, Галерија У10, Београд
2018.  Плаже, Галерија Центра за културу Ковин,
2017. Сеобе: слика призора, Галерија Центра за културу Градац, Рашка,
2016. Сеобе: слика призора, Ликовна галерија, Културни центар Београд,
2016. Завршавајући Леонарда/ Галерија КЦ, Рибница, Краљево
2015. НОВОДЕВИЧЬЕ/новодевичанско/remake/ Шабац/Лаза Лазаревић, инервенција на јавној скулптури у улици Господар Јевремовој
2015. Призори/ Галерија ДОБ, Београд
2014. GP3, Галерија Прототип, Београд 2014. Новодевичје/ Галерија КЦ, Шабац
2013. Кора Леоне/ Галерија ФЛУа, Београд 2012. Хомосацер/ Галерија КЦ, Пожега
2012. Архетип/ Галерија ДК, Чачак 2011. Архетип/ Галерија СУЛУј, Београд
2009. Мапа/ Галерија ФЛУа, Београд 2009. СТРАСНИ БУЛЕВАР/ Галерија Излози, ФЛУа, Београд

## Награде и откупи
- 2002, Награда Факултета ликовних уметности из области цртежа.
- 2006. Откуп Скупштине града Београда за финансирање уметничких дела из области визуелних уметности, за колекцију Града Београда
- 2014. Откуп Министарства културе и информисања Републике Србије за финансирање уметничких дела у области визуелних уметности, за колекцију Културног центра, Пожега 6

## Уметнички пројекти
2015 - 2016.  Уметнички пројекат / ОРНАМЕНТ/ синтеза форме, функције и структуре сувишног, избор и прикупљање грађе орнамената са простора Косова и Метохије; рад са студентима Факултета уметности Универзитета у Приштини; зајдно са: Зораном Фуруновићем, Естер Милентијевић, и Сузаном Вучковић,
2016.  Први и други круг Конкурса за пројекат представљања Републике Србије на 15. Међународној изложби архитектуре у Венецији 2016. (пројекат за Павиљон Републике Србије ), пројекат Х Е Р О И К / Почетак градње [случај Позориште]; заједно са: Милорадом Младеновићем, Луком Младеновићем и у сарадњи са Српском драмом Народног позоришта Приштина са седиштем у Косовској Митровици (НенадомТодоровићем и Гораном Стојчетовићем),
2017 - 2019. Уметнички пројекат / Орнаменти цркве Манастира Пећка Патријаршија, орнаменти цркве Манастира Дечани и орнаменти цркве Манастира Грачаница / избор и прикупљањеграђеорнаменатасапростораКосова и Метохије;радсастудентима Факултета уметности Универзитета у Приштини; заједно са: ЕстерМилентијевић, Сузаном Вучковић и Бранком Гугољ,
2016. Учешће на научном скупу THE TEACHER OF THE FUTURE, учешће са радом Innovative educational process in visual arts; организација Institute of Knowledge Menagment (Skoplje, Makedonija), 17 - 19. 06. 2016., Durres, Republic of Albania; објављен рад: Ester Milentijević, Suzana Vučković, Lјiljana Šunjevarić - Arbajter, Aleksandra Arvanitidis (2016). Innovative educational process in visual arts, U: R. Dimitrovski (ed.), Internationaljournal Knowledge, Ninth International Scientific Conference THE TEACHER OF THE FUTURE (17 - 19. 06. 2016, Durres, Republic of Albania), Vol. 13.3. Makedonija, Skoplje: Institute of Knowledge Menagment 55 - 59. (ISSN 1857 - 92)
2019. Учешће у међународном пројекту Heras - Higher Education, Research and Applied Science. Heras пројекат, који финансира Аустријска агенција за развој средствима WUS Austria, циљ пројекта унапређење система обезбеђења квалитета на Универзитету у Приштини,